# Mauser HSc
Mauser HSc je bila polavtomatska pištola druge svetovne vojne, ki jo je razvil koncern Mauser iz Oberndorfa.

## Zgodovina
Po tem, ko je Walther na tržišče lansiral svoj model Walther PP in Walther PPK so pri Mauserju ugotovili, da morajo tudi sami razviti podobno pištolo, ki so jo sprva nameravali prodajati na civilnem trgu orožja. Prototip nove pištole z imenom Mauser HSa (HS pomeni Hahn-Selbstspanner, samonapenjalno kladivce oz. po sodobni terminologiji sprožilec dvojnega delovanja) so začeli razvijati leta 1937. V serijsko proizvodnjo je nato leta 1940 prišel tretji model, imenovan HSc.
Številčenje pištol se je začelo s številko 700.000, saj so v podjetju samo nadaljevali serijske številke pištole Mauser Model 1934. V prvi seriji je bilo izdelanih 1350 pištol, ki so bile opremljene z lesenimi oblogami ročaja, namenjene pa so bile civilnemu trgu. Ti modeli, ki so imeli nižje nameščene obloge ročaja in visoko kvalitetno končno obdelavo so danes izjemno redki in na trgu zbirateljev orožja dosegajo visoke cene.
Vojska je prvo naročilo 3.000 kosov Mauser HSc naročila konec leta 1941, dobavljene pištole pa so imele vtisnejno oznako WaA655, kar je dokazovalo, da izpolnjujejo zahteve inšpekcijskih služb.
Po izbruhu druge svetovne vojne je potreba po osebnem orožju zelo narasla, zaradi česar so na kasnejše serije nameščali plastične obloge ročaja, pa tudi končna obdelava pištol je bila precej slabša, običajno bruniranje pa je proti koncu vojne zamenjalo parkeriziranje in fosfatiziranje.
Po vojni so serijsko proizvodnjo te pištole nadaljevali Francozi, ki so kopije izdelovali v letih 1945 in 1946 za potrebe lastnih oboroženih sil.

## Delovanje
Pištola deluje na principu kratkega trzanja cevi, njene glavne odlike pa so velika mera varnosti in dobra uravnoteženost. Na vrhu zaklepišča je poseben žleb, v katerega je spredaj nameščena muha, na zadnjem delu pa nenastavljivi zadnji merek. Ta sistem poskrbi, da strelec hitro poravna merke in odda strel. Na levi strani zaklepišča je nameščena varovalka, ki v zaklenjenem položaju odmakne udarno iglo, tako da morebiten pritisk na sprožilec ne more vzrokovati nekontroliranemu strelu. Zadrževalo okvirja s strelivom je nameščeno na dnu ročaja, kar je bilo v času, ko je bila pištola skonstruirana pvosem normalno. Najbolj zanimiv pri tej pištoli je sistem razdiranja, saj se v braniku sprožilca skriva vzvod, ki ga je potrebno pritisiniti, da zaklepišče lahko odstranimo z ogrodja.
Kladivce je kljub temu, da je pištola izdelana z DA sprožilcem izdelano tako, da ga je še vedno mogoče ročno napeti in prvi strel oddati v enojnem načinu delovanja sprožilca. Sama pištola ima tako izjemno malo ostrih roboh in štrlečih vzvodov, kar je pomembno pri vojaškem orožju, da se čim bolj zmanjša možnost zatikanja orožja za obleko.

## Uporaba
- Kopenska vojska (Heer): 137.121 - 54,4%;
- Mornarica (Kriegsmarine): 27.100 - 10,8%;
- Policija (Polizei): 28.300 - 11,2% (v to številko so zajete tudi pištole, ki so bile kasneje dodeljene pilotom Luftwaffe in pripadnikom Waffen SS);
- Civilna izvedenka: 59.467 - 23,6 %
- Skupaj: 251,988 - 100 %